# Guillaume de la Jugée
Guillaume de la Jugée (Eyrein, 1317 – Avignone, 28 aprile 1374) è stato un cardinale francese, noto come il Cardinal Guillermus.

## Biografia
Figlio di Jacques de la Jugiée e di Guillaumette Rogier, era nipote di papa Clemente VI da parte di madre; inoltre era fratello del cardinale Pierre de la Jugée e cugino di papa Gregorio XI.
Il 22 settembre 1332 divenne canonico del capitolo della cattedrale metropolitana di Rouen; in seguito fu canonico e arcidiacono di Parigi. Fu anche un rinomato giureconsulto.
Il 20 settembre 1342 fu creato cardinale diacono con il titolo di Santa Maria in Cosmedin e il 12 ottobre successivo entrò a far parte della curia papale. Legato papale a Napoli nel 1350 con il cardinale Guy de Boulogne e la loro ambasciata ebbe successo, perché riuscirono ad ottenere la riconciliazione del re Luigi I d'Ungheria con la regina Giovanna I di Napoli.

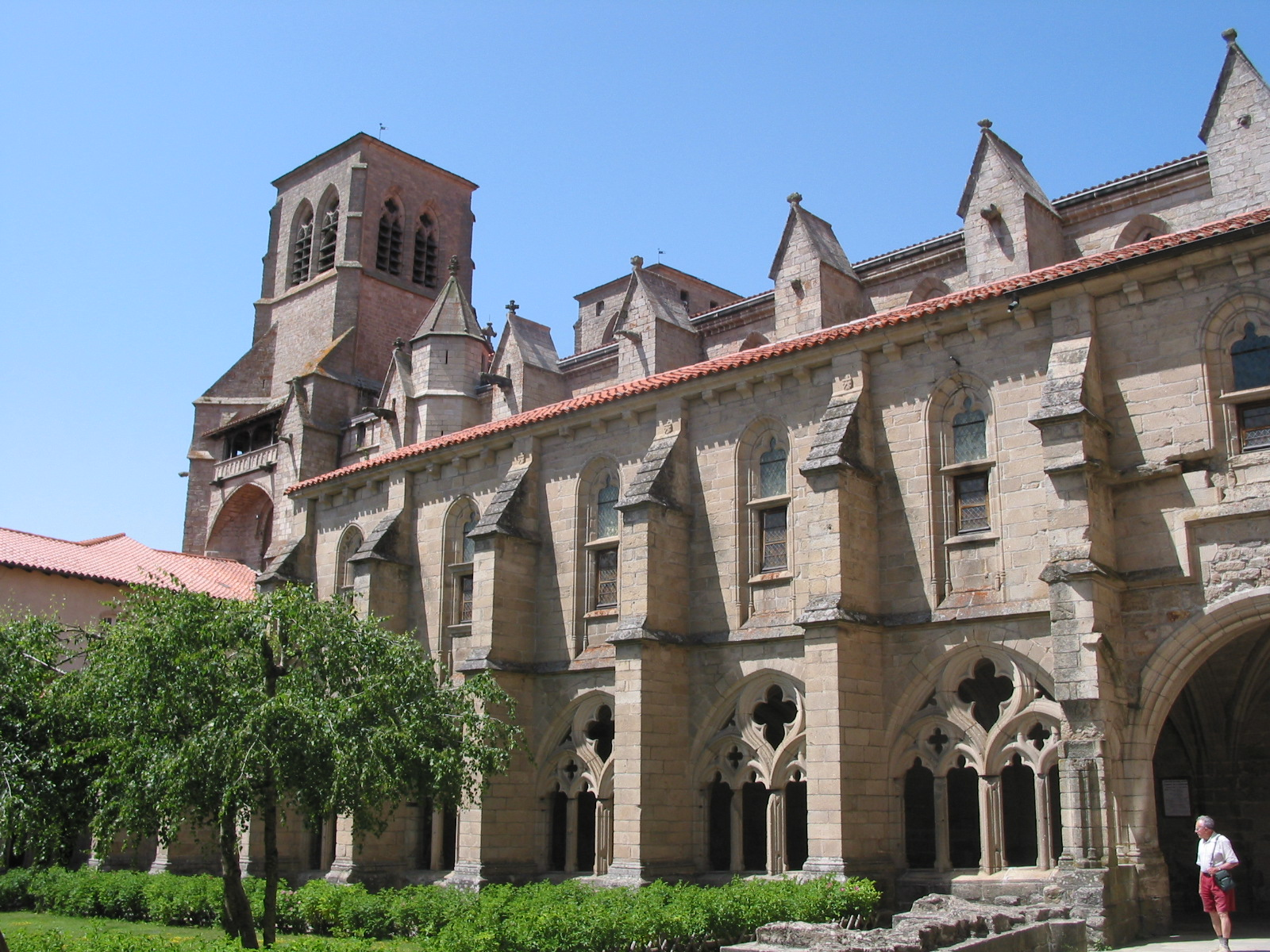
Chiesa di Chaise-Dieu, dove venne sepolto il cardinale

Partecipò al conclave del 1352, che elesse papa Innocenzo VI; nel dicembre 1352 divenne cardinale protodiacono. Nominato legato apostolico in Spagna, incarico che lasciò il 22 luglio 1355, dopo aver cercato di riconciliare i re di Castiglia e di Aragona, riuscì a stabilire una tregua, ma allo scadere i due monarchi iniziarono subito le ostilità, nonostante le preghiere e le sollecitazioni del legato. Partecipò al conclave del 1362, che elesse papa Urbano V. Divenne, quindi, arciprete della basilica patriarcale vaticana dal 1362 al 1365. Il 22 aprile 1368 optò per l'ordine dei cardinali presbiteri e per il titolo di San Clemente.
Fu ordinato sacerdote il 22 settembre 1368; divenne protettore dell'Ordine dei Frati Minori. Partecipò al conclave del 1370, che elesse papa Gregorio XI. Fece costruire un magnifico palazzo nella parrocchia di Saint-Agricole, ad Avignone, che più tardi divenne un monastero di monache. Morì il 28 aprile 1374 e fu sepolto nella chiesa di Chaise-Dieu ad Avignone.